# Баку (трасса)
Уличная трасса Баку (азерб. Bakı Şəhər Halqası, англ. Baku City Circuit) — гоночная городская трасса в столице Азербайджана Баку, которая построена в районе Бакинского приморского бульвара. На трассе в 2016 году был проведён Гран-при Европы Формулы-1. Начиная с 2017 года на трассе ежегодно проводится Гран-при Азербайджана.

## История

### В преддверии первой гонки в 2016 году
В декабре 2013 года руководитель Формулы-1 Берни Экклстоун заявил, что в 2016 году на территории Азербайджана впервые пройдёт Гран-при Формулы-1.
Трасса прошла окончательное инспектирование в мае 2016 года, когда директор FIA Чарли Уайтинг объявил об удовлетворённости новой трассой.

### 2016 — Гран-при Европы
В июне 2016 года состоялся Гран-при Европы. Соревнования длились 3 дня: 17—19 июня. 17 июня прошли две тренировки, каждая из которых длилась полтора часа, 18 июня прошла одна тренировка и квалификационные заезды. 19 июня состоялась гонка. Места на пьедестале заняли Нико Росберг (команда Mercedes), Себастьян Феттель (команда Ferrari), и Серхио Перес (команда Force India). 
В Баку Pirelli привезла шины Medium, Soft и SuperSoft. В квалификации использовались только SuperSoft. 
В конце каждого дня гоночного уик-энда проходили развлекательные концерты. 17 июня перед зрителями выступал Chris Brown, 18 июня — Enrique Iglesias, 19 июня — Pharrell Williams.

## Трасса
Протяжённость трассы — 6 км. Трасса имеет 20 поворотов. Трасса начинается от площади Свободы, огибает Дом правительства и делает 2,2-километровый круг вокруг Ичеришехер, до Девичьей башни, и заканчивается в месте старта, на проспекте Нефтяников.Трасса состоит из 51 круга.
Самая широкая часть трассы составляет 13 метров, самая узкая часть — 7,6 метра (на участках вокруг Ичеришехер, включая 7-ю и 8-ю петли).
Трасса спроектирована немецким архитектором Германом Тильке. 
Движение по трассе происходит против часовой стрелки.
Во время движения по трассе видны Ичеришехер, архитектурные памятники Баку и прибрежная часть Каспия.
Имеются паддок, боксы команд, пит-лейн.
Вдоль трассы расположены трибуны для зрителей «Абшерон», «Филармония», «Сахиль», «Бульвар», «Мугам».

## Победители Гран-при Европы
| Сезон | Пилот        | Конструктор | Отчёт |
| ----- | ------------ | ----------- | ----- |
| 2016  | Нико Росберг | Mercedes    | Отчёт |

## Победители Гран-при Азербайджана
| Сезон | Пилот                                    | Конструктор                              | Отчёт                                    |
| ----- | ---------------------------------------- | ---------------------------------------- | ---------------------------------------- |
| 2017  | Даниэль Риккардо                         | Red Bull-TAG Heuer                       | Отчёт                                    |
| 2018  | Льюис Хэмилтон                           | Mercedes                                 | Отчёт                                    |
| 2019  | Валттери Боттас                          | Mercedes                                 | Отчёт                                    |
| 2020  | Гран-при отменён из-за пандемии COVID-19 | Гран-при отменён из-за пандемии COVID-19 | Гран-при отменён из-за пандемии COVID-19 |
| 2021  | Серхио Перес                             | Red Bull-Honda                           | Отчёт                                    |
| 2022  | Макс Ферстаппен                          | Red Bull-RBPT                            | Отчёт                                    |
| 2023  | Серхио Перес                             | Red Bull-Honda RBPT                      | Отчёт                                    |
| 2024  | Оскар Пиастри                            | McLaren-Mercedes                         | Отчёт                                    |